# Sarada deccanensis
Espèce
Synonymes
- Sitana minor Günther, 1864
- Sitana deccanensis Günther, 1870

Sarada deccanensis est une espèce de sauriens de la famille des Agamidae.

## Répartition
Cette espèce est endémique d'Inde. Elle se rencontre dans les États du Karnataka et du Maharashtra.

## Description
Les mâles mesurent de 52,9 à 74,4 mm de longueur standard et les femelles de 43,6 à 64,3 mm.

## Étymologie
Son nom d'espèce, composé de deccan et du suffixe latin -ensis, « qui vit dans, qui habite », lui a été donné en référence au lieu de sa découverte, le Deccan.

## Publication originale
- Jerdon, 1870 : Notes on Indian Herpetology. Proceedings of the Asiatic Society of Bengal, vol. 1870, p. 66-85 (texte intégral).